# Celeron
Il marchio Celeron identifica molti tipi di microprocessori x86 di fascia economica prodotti dalla Intel, affiancati ai più costosi processori della classe "Pentium" tra cui il Pentium II, il Pentium III ed il Pentium 4. Il primo Celeron era un derivato del Pentium II e fu lanciato nell'aprile del 1998. Con l'arrivo delle nuove generazioni di Pentium (Intel II, Pentium III e Pentium 4) furono rinnovati anche i Celeron, basati su di essi.

## Scopo del Celeron
I Celeron furono creati per rispondere alla concorrenza nella fascia economica del Cyrix 6x86 e dell'AMD K6, ma anche di altri come il Winchip dell'azienda IDT. Il portabandiera di Intel, il Pentium MMX, non aveva più prestazioni all'altezza della competizione. Nonostante il miglioramento di tale chip potesse essere una strada meno rischiosa, questo si basava sul Socket 7, usato anche dai concorrenti, che rendeva quindi facile il passaggio ad una CPU non Intel. L'azienda scelse quindi di costruire una componente budget basata sullo Slot 1 usato dal Pentium II.

## Caratteristiche principali

### Covington
Il primo Celeron, chiamato Covington, era essenzialmente un Pentium II a 266 MHz completamente privo di memoria cache L2. Nonostante funzionassero ad una frequenza di 266 MHz e 300 MHz, i primi Celeron erano notevolmente più lenti, non solo dei Pentium II ma addirittura dei Pentium MMX, operanti a frequenze inferiori, che andavano a sostituire. Al debutto ebbero un buon successo sul mercato, principalmente per la notorietà del marchio Intel, ma il Celeron si guadagnò presto una cattiva reputazione sia presso la stampa che presso gli esperti del settore. Le vendite calarono molto, ed Intel dovette correre ai ripari.

### Mendocino
Intel decise di correggere il proprio errore con la seconda serie di Celeron, e creò una CPU dalle buone "performance", chiamata Mendocino con 128 KB di cache L2 integrati sul chip. Fini però col compiere l'errore opposto, creando un processore abbastanza potente da competere anche col ben più costoso Pentium II. Il primo Celeron basato su questo core infatti aveva sempre un clock di 300 MHz ma era veloce quasi il doppio rispetto al Covington. Per distinguerlo dal precedente modello, Intel lo chiamò 300A. Questo modello in particolare, se eseguito l'overclock dagli originali 66 MHz di bus a 100 MHz, era in grado di essere più veloce di un Pentium II 450 MHz. Nonostante gli altri Celeron Mendocino non avessero la A nella sigla, alcuni si riferiscono col nome Celeron-A a tutti gli appartenenti a questa categoria.

### Coppermine-128
La generazione successiva di Celeron fu chiamata Coppermine-128, conosciuta anche, in modo del tutto informale, come "Celeron II". Questo processore derivava dal Pentium III Coppermine (quindi costruito a 180 nm) e fu lanciato nel marzo 2000, differenziandosi dal "fratello maggiore" per il quantitativo di cache L2, 128 KB, e il BUS da 66 MHz. In questo caso però il BUS costituiva un collo di bottiglia, date le relative alte frequenze che il chip cominciava a conquistare. Questo Celeron "strozzato" riuscì a reggere il mercato fino a quando l'unico concorrente nella propria fascia di mercato restò l'AMD K6-2, ma quando AMD fece uscire, nel luglio 2000 il Duron, basato sull'Athlon Classic e fornito di cache più grande e BUS più veloce, il Celeron tornò ad essere l'ultima ruota del carro come ai tempi dei 233 MHz. Il 3 gennaio 2001 Intel finalmente portò il BUS a 100 MHz, e le prestazioni si avvicinarono molto a quelle del Duron.

### Tualatin
Dopo lo scivolone di Coppermine-128, arrivò il Celeron basato sul core Tualatin (hardware) (lo stesso alla base dell'ultimo Pentium III), costruito a 130 nm. Qualcuno ribattezzò tale processore con il simpatico nome di "Tualeron", una fusione delle parole "Tualatin" e "Celeron". Furono inizialmente lanciate le versioni a 1 GHz e 1,1 GHz, denominate con la -A per distinguerle dalle versioni Coppermine-128 che andavano a sostituire, e poi via via altre da frequenze maggiori.
Le differenze rispetto al Pentium III Tualatin risiedevano solamente nel BUS a 100 MHz (invece che a 133 MHz) e nella maggiore latenza sulla cache L2, che comunque non ebbe mai grande effetto. Inoltre, a causa dei moltiplicatori bloccati a valori superiori si prestavano perfettamente all'overclock, dato che era sufficiente aumentare il BUS fino a 133 MHz.

### Willamette
Con l'arrivo del Pentium 4, arrivò anche il primo Celeron basato sulla nuova architettura NetBurst di Willamette. Stranamente, Intel decise di conservare il nome "Celeron" inalterato non facendo quindi nessun riferimento all'evoluzione tecnologica. Si trattava semplicemente di un Pentium 4 Willamette con una cache L2 dimezzata a 128 KB, mentre tutte le altre caratteristiche erano ereditate pari pari dal "fratello maggiore". A causa della nuova architettura, decisamente orientata a mettere le basi per un rapido aumento di clock, le prestazioni di un Celeron Willamette, erano inferiori a quelle di un Celeron Tualatin di pari frequenza.

### Northwood
Ancora una volta, all'aggiornamento del Pentium 4, con il core Northwood, arrivò anche un nuovo Celeron basato su questo progetto. Le caratteristiche erano le stesse del predecessore (BUS, cache), ma il processo produttivo era quello a 130 nm del Pentium 4 Northwood. A differenza dei Pentium, il Celeron non subì l'aggiornamento del BUS, prima a 533 MHz e poi a 800 MHz, ma rimase a 400 MHz. Ovviamente le frequenze aumentarono notevolmente, soprattutto in virtù del nuovo processo produttivo, arrivando fino a 2,8 GHz.

## Modelli
La tabella seguente mostra i modelli di Celeron arrivati sul mercato. Molti di questi condividono caratteristiche comuni pur essendo basati su diversi core; per questo motivo, allo scopo di rendere maggiormente evidente tali affinità e "alleggerire" la visualizzazione alcune colonne mostrano un valore comune a più righe. Di seguito anche una legenda dei termini (alcuni abbreviati) usati per l'intestazione delle colonne:
- Nome Commerciale: si intende il nome con cui è stato immesso in commercio quel particolare esemplare.
- Data: si intende la data di immissione sul mercato di quel particolare esemplare.
- Socket: lo zoccolo della scheda madre in cui viene inserito il processore. In questo caso il numero rappresenta oltre al nome anche il numero dei pin di contatto.
- Clock: la frequenza di funzionamento del processore.
- Molt.: sta per "Moltiplicatore" ovvero il fattore di moltiplicazione per il quale bisogna moltiplicare la frequenza di bus per ottenere la frequenza del processore.
- Pr.Prod.: sta per "Processo produttivo" e indica tipicamente la dimensione dei gate dei transistor (180 nm, 130 nm, 90 nm) e il numero di transistor integrati nel processore espresso in milioni.
- Voltag.: sta per "Voltaggio" e indica la tensione di alimentazione del processore, dove ne sono presenti più di uno sta a significare la produzione da parte del costruttore dello stesso processore con stepping, e quindi voltaggi, differenti.
- Watt: si intende il consumo massimo di quel particolare esemplare.
- Bus: frequenza del bus di sistema.
- Cache: dimensione delle cache di 1º e 2º livello.
- XD: sta per "XD-bit" e indica l'implementazione della tecnologia di sicurezza che evita l'esecuzione di codice malevolo sul computer.
- 64: sta per "EM64T" e indica l'implementazione della tecnologia a 64 bit di Intel.
- HT: sta per "Hyper-Threading" e indica l'implementazione della esclusiva tecnologia Intel che consente al sistema operativo di vedere 2 core logici.
- ST: sta per "SpeedStep Technology" ovvero la tecnologia di risparmio energetico sviluppata da Intel e inserita negli ultimi Pentium 4 Prescott serie 6xx per contenere il consumo massimo.
- VT: sta per "Vanderpool Technology", la tecnologia di virtualizzazione che rende possibile l'esecuzione simultanea di più sistemi operativi differenti contemporaneamente.
- Core: si intende il nome in codice del progetto alla base di quel particolare esemplare.

| Nome Commerciale  | Data              | Socket | Clock   | Molt. | Pr.Prod.         | Voltag. | Watt | Bus     | Cache            | XD | 64 | HT | ST | VT | Core            |
| ----------------- | ----------------- | ------ | ------- | ----- | ---------------- | ------- | ---- | ------- | ---------------- | -- | -- | -- | -- | -- | --------------- |
| Celeron 266 MHz   | 15 aprile 1998    | Slot 1 | 266 MHz | 4x    | 250 nm 7,5 mil.  | 2 V     | N.A. | 66 MHz  | L1=32KB L2=0KB   | No | No | No | No | No | Covington       |
| Celeron 300 MHz   | 8 giugno 1998     | Slot 1 | 300 MHz | 4,5x  | 250 nm 7,5 mil.  | 2 V     | N.A. | 66 MHz  | L1=32KB L2=0KB   | No | No | No | No | No | Covington       |
| Celeron 300A MHz  | 24 agosto 1998    | Slot 1 | 300 MHz | 4,5x  | 250 nm 19 mil.   | 2 V     | 20 W | 66 MHz  | L1=32KB L2=128KB | No | No | No | No | No | Mendocino       |
| Celeron 333 MHz   | 24 agosto 1998    | Slot 1 | 333 MHz | 5x    | 250 nm 19 mil.   | 2 V     | 20 W | 66 MHz  | L1=32KB L2=128KB | No | No | No | No | No | Mendocino       |
| Celeron 366 MHz   | 4 gennaio 1999    | Slot 1 | 366 MHz | 5,5x  | 250 nm 19 mil.   | 2 V     | 20 W | 66 MHz  | L1=32KB L2=128KB | No | No | No | No | No | Mendocino       |
| Celeron 400 MHz   | 4 gennaio 1999    | Slot 1 | 400 MHz | 6x    | 250 nm 19 mil.   | 2 V     | 20 W | 66 MHz  | L1=32KB L2=128KB | No | No | No | No | No | Mendocino       |
| Celeron 433 MHz   | 22 marzo 1999     | Slot 1 | 433 MHz | 6,5x  | 250 nm 19 mil.   | 2 V     | 20 W | 66 MHz  | L1=32KB L2=128KB | No | No | No | No | No | Mendocino       |
| Celeron 300 MHz   | 24 agosto 1998    | 370    | 300 MHz | 4,5x  | 250 nm 19 mil.   | 2 V     | 24 W | 66 MHz  | L1=32KB L2=128KB | No | No | No | No | No | Mendocino       |
| Celeron 333 MHz   | 24 agosto 1998    | 370    | 333 MHz | 5x    | 250 nm 19 mil.   | 2 V     | 24 W | 66 MHz  | L1=32KB L2=128KB | No | No | No | No | No | Mendocino       |
| Celeron 366 MHz   | 4 gennaio 1999    | 370    | 366 MHz | 5,5x  | 250 nm 19 mil.   | 2 V     | 24 W | 66 MHz  | L1=32KB L2=128KB | No | No | No | No | No | Mendocino       |
| Celeron 400 MHz   | 4 gennaio 1999    | 370    | 400 MHz | 6x    | 250 nm 19 mil.   | 2 V     | 24 W | 66 MHz  | L1=32KB L2=128KB | No | No | No | No | No | Mendocino       |
| Celeron 433 MHz   | 22 marzo 1999     | 370    | 433 MHz | 6,5x  | 250 nm 19 mil.   | 2 V     | 24 W | 66 MHz  | L1=32KB L2=128KB | No | No | No | No | No | Mendocino       |
| Celeron 466 MHz   | 26 aprile 1999    | 370    | 466 MHz | 7x    | 250 nm 19 mil.   | 2 V     | 24 W | 66 MHz  | L1=32KB L2=128KB | No | No | No | No | No | Mendocino       |
| Celeron 500 MHz   | 2 agosto 1999     | 370    | 500 MHz | 7,5x  | 250 nm 19 mil.   | 2 V     | 24 W | 66 MHz  | L1=32KB L2=128KB | No | No | No | No | No | Mendocino       |
| Celeron 533 MHz   | 4 gennaio 2000    | 370    | 533 MHz | 8x    | 250 nm 19 mil.   | 2 V     | 24 W | 66 MHz  | L1=32KB L2=128KB | No | No | No | No | No | Mendocino       |
| Celeron 533 A MHz | 29 marzo 2000     | 370    | 533 MHz | 8x    | 180 nm 19 mil.   | 1,65 V  | 17 W | 66 MHz  | L1=32KB L2=128KB | No | No | No | No | No | Coppermine- 128 |
| Celeron 566 MHz   | 29 marzo 2000     | 370    | 566 MHz | 8,5x  | 180 nm 19 mil.   | 1,65 V  | 17 W | 66 MHz  | L1=32KB L2=128KB | No | No | No | No | No | Coppermine- 128 |
| Celeron 600 MHz   | 29 marzo 2000     | 370    | 600 MHz | 9x    | 180 nm 19 mil.   | 1,65 V  | 17 W | 66 MHz  | L1=32KB L2=128KB | No | No | No | No | No | Coppermine- 128 |
| Celeron 633 MHz   | 26 giugno 2000    | 370    | 633 MHz | 9,5x  | 180 nm 19 mil.   | 1,65 V  | 17 W | 66 MHz  | L1=32KB L2=128KB | No | No | No | No | No | Coppermine- 128 |
| Celeron 667 MHz   | 26 giugno 2000    | 370    | 667 MHz | 10x   | 180 nm 19 mil.   | 1,65 V  | 17 W | 66 MHz  | L1=32KB L2=128KB | No | No | No | No | No | Coppermine- 128 |
| Celeron 700 MHz   | 26 giugno 2000    | 370    | 700 MHz | 10,5x | 180 nm 19 mil.   | 1,65 V  | 17 W | 66 MHz  | L1=32KB L2=128KB | No | No | No | No | No | Coppermine- 128 |
| Celeron 733 MHz   | 13 novembre 2000  | 370    | 733 MHz | 11x   | 180 nm 19 mil.   | 1,65 V  | 17 W | 66 MHz  | L1=32KB L2=128KB | No | No | No | No | No | Coppermine- 128 |
| Celeron 766 MHz   | 13 novembre 2000  | 370    | 766 MHz | 11,5x | 180 nm 19 mil.   | 1,65 V  | 17 W | 66 MHz  | L1=32KB L2=128KB | No | No | No | No | No | Coppermine- 128 |
| Celeron 800 MHz   | 3 gennaio 2001    | 370    | 800 MHz | 8x    | 180 nm 19 mil.   | 1,75 V  | 27 W | 100 MHz | L1=32KB L2=128KB | No | No | No | No | No | Coppermine- 128 |
| Celeron 850 MHz   | 21/mag/2001       | 370    | 850 MHz | 8,5x  | 180 nm 19 mil.   | 1,75 V  | 27 W | 100 MHz | L1=32KB L2=128KB | No | No | No | No | No | Coppermine- 128 |
| Celeron 900 MHz   | 2 luglio 2001     | 370    | 900 MHz | 9x    | 180 nm 19 mil.   | 1,75 V  | 27 W | 100 MHz | L1=32KB L2=128KB | No | No | No | No | No | Coppermine- 128 |
| Celeron 950 MHz   | 31 agosto 2001    | 370    | 950 MHz | 9,5x  | 180 nm 19 mil.   | 1,75 V  | 27 W | 100 MHz | L1=32KB L2=128KB | No | No | No | No | No | Coppermine- 128 |
| Celeron 1 GHz     | 31 agosto 2001    | 370    | 1 GHz   | 10x   | 180 nm 19 mil.   | 1,75 V  | 27 W | 100 MHz | L1=32KB L2=128KB | No | No | No | No | No | Coppermine- 128 |
| Celeron 1,1 GHz   | 31 agosto 2001    | 370    | 1,1 GHz | 11x   | 180 nm 19 mil.   | 1,75 V  | 27 W | 100 MHz | L1=32KB L2=128KB | No | No | No | No | No | Coppermine- 128 |
| Celeron-A 1 GHz   | N.D.              | 370    | 1 GHz   | 10x   | 130 nm 28 mil.   | 1,47 V  | 30 W | 100 MHz | L1=32KB L2=256KB | No | No | No | No | No | Tualatin        |
| Celeron-A 1,1 GHz | N.D.              | 370    | 1,1 GHz | 11x   | 130 nm 28 mil.   | 1,47 V  | 30 W | 100 MHz | L1=32KB L2=256KB | No | No | No | No | No | Tualatin        |
| Celeron 1,2 GHz   | 2 ottobre 2001    | 370    | 1,2 GHz | 12x   | 130 nm 28 mil.   | 1,47 V  | 30 W | 100 MHz | L1=32KB L2=256KB | No | No | No | No | No | Tualatin        |
| Celeron 1,3 GHz   | 3 gennaio 2002    | 370    | 1,3 GHz | 13x   | 130 nm 28 mil.   | 1,47 V  | 30 W | 100 MHz | L1=32KB L2=256KB | No | No | No | No | No | Tualatin        |
| Celeron 1,4 GHz   | 15 maggio 2002    | 370    | 1,4 GHz | 14x   | 130 nm 28 mil.   | 1,5 V   | 30 W | 100 MHz | L1=32KB L2=256KB | No | No | No | No | No | Tualatin        |
| Celeron 1,7 GHz   | 15 maggio 2002    | 478    | 1,7 GHz | 17x   | 180 nm 36,5 mil. | 1,75 V  | 66 W | 400 MHz | L1=8KB L2=128KB  | No | No | No | No | No | Willamette      |
| Celeron 1,8 GHz   | 12 giugno 2002    | 478    | 1,8 GHz | 18x   | 180 nm 36,5 mil. | 1,75 V  | 66 W | 400 MHz | L1=8KB L2=128KB  | No | No | No | No | No | Willamette      |
| Celeron 2 GHz     | 18 settembre 2002 | 478    | 2 GHz   | 20x   | 130 nm 36,5 mil. | 1,525 V | 55 W | 400 MHz | L1=8KB L2=128KB  | No | No | No | No | No | Northwood       |
| Celeron 2,1 GHz   | 20 novembre 2002  | 478    | 2,1 GHz | 21x   | 130 nm 36,5 mil. | 1,525 V | 55 W | 400 MHz | L1=8KB L2=128KB  | No | No | No | No | No | Northwood       |
| Celeron 2,2 GHz   | 20 novembre 2002  | 478    | 2,2 GHz | 22x   | 130 nm 36,5 mil. | 1,525 V | 55 W | 400 MHz | L1=8KB L2=128KB  | No | No | No | No | No | Northwood       |
| Celeron 2,3 GHz   | 31 marzo 2003     | 478    | 2,3 GHz | 23x   | 130 nm 36,5 mil. | 1,525 V | 55 W | 400 MHz | L1=8KB L2=128KB  | No | No | No | No | No | Northwood       |
| Celeron 2,4 GHz   | 31 marzo 2003     | 478    | 2,4 GHz | 24x   | 130 nm 36,5 mil. | 1,525 V | 55 W | 400 MHz | L1=8KB L2=128KB  | No | No | No | No | No | Northwood       |
| Celeron 2,5 GHz   | 25 giugno 2003    | 478    | 2,5 GHz | 25x   | 130 nm 36,5 mil. | 1,525 V | 55 W | 400 MHz | L1=8KB L2=128KB  | No | No | No | No | No | Northwood       |
| Celeron 2,6 GHz   | 25 giugno 2003    | 478    | 2,6 GHz | 26x   | 130 nm 36,5 mil. | 1,525 V | 55 W | 400 MHz | L1=8KB L2=128KB  | No | No | No | No | No | Northwood       |
| Celeron 2,7 GHz   | 24 settembre 2003 | 478    | 2,7 GHz | 27x   | 130 nm 36,5 mil. | 1,525 V | 55 W | 400 MHz | L1=8KB L2=128KB  | No | No | No | No | No | Northwood       |
| Celeron 2,8 GHz   | 5 novembre 2003   | 478    | 2,8 GHz | 28x   | 130 nm 36,5 mil. | 1,525 V | 55 W | 400 MHz | L1=8KB L2=128KB  | No | No | No | No | No | Northwood       |